# Syndroom van Wiskott-Aldrich
Het syndroom van Wiskott-Aldrich is een zeldzame aangeboren ziekte die gekenmerkt wordt door veel voorkomende infecties, bloedingen en eczeem. De ziekte is genoemd naar twee artsen. Alfred Wiskott was een Duitse arts die het syndroom als eerste beschreef bij drie broers in 1937. Robert Aldrich was een Amerikaanse kinderarts die de ziekte in 1954 beschreef in een Nederlands-Amerikaanse familie.

## Epidemiologie
De ziekte komt vrijwel alleen bij jongens voor. De eerste klachtenpresentatie is meestal binnen de eerste zes levensmaanden.
De incidentie is 4 per een miljoen levend geboren jongens.

## Oorzaken
Het syndroom van Wiskott-Aldrich is een genetische afwijking. Het verantwoordelijk gen is gelegen op de korte arm van het X-chromosoom. Vrouwen bezitten twee X-chromosomen, mannen hebben er maar een. Daardoor komt de ziekte vrijwel uitsluitend bij jongens voor. Het eiwit waarvoor het verantwoordelijk gen codeert, wordt WASP (Wiskott-Aldrich Syndrome Protein) genoemd. Dit eiwit komt met name tot expressie in de hematopoëtische cellen, de cellen die nieuwe bloedcellen aanmaken. Het WASP is betrokken bij de opbouw van het cytoskelet en bij signaaltransductie.
Er zijn verscheidene mutaties in het WASP-gen beschreven. De ernst van de afwijkingen verschilt, afhankelijk van de genetische mutatie die een patiënt heeft. Ook de ziekte X-gebonden trombocytopenie wordt veroorzaakt door een afwijking op het WASP-gen.

## Klinische verschijnselen

### Infecties
Het vaak optreden van infecties wordt veroorzaakt door een stoornis van het immuunsysteem. Het betreft een gecombineerde immuundeficiëntie, waarbij zowel de T-celfunctie als de B-celfunctie gestoord is.
De immuunstoornis wordt veroorzaakt door de gestoorde signaaltransductie en door afwijkingen in het cytoskelet van de T-cel, waardoor deze minder goed kan reageren op antigeenpresentatie door de B-cel.
Daardoor komen allerlei verschillende infecties vaker voor bij het syndroom van Wiskott-Aldrich. Ook verlopen deze infecties vaak ernstiger. Met name de afweer tegen gekapselde bacteriën is gestoord. Veel voorkomende verwekkers zijn Streptococcus pneumoniae, Haemophilus influenzae, Candida albicans, cytomegalievirus en Pneumocystis jiroveci.

### Bloedingen
Blauwe plekken en bloederige diarree worden vaak gezien. Ook levensbedreigende hersenbloedingen komen voor. De oorzaak is een tekort aan bloedplaatjes (trombocytopenie). Bij patiënten met het syndroom van Wiskott-Aldrich is de concentratie bloedplaatjes ongeveer 30 - 50 ×10{\displaystyle ^{9}}/mL in het bloed. Bij normale mensen is dat 150 - 450 ×10{\displaystyle ^{9}}/mL. Daarnaast zijn de bestaande bloedplaatjes klein van formaat en functioneren ze minder goed. Het syndroom van Wiskott-Aldrich is vrijwel de enige aandoening waarbij de bloedplaatjes kleiner zijn dan normaal. Dit helpt bij de diagnose.

### Eczeem
De jeukende huidaandoening treedt veel op bij het syndroom van Wiskott-Aldrich, vaak in ernstige vorm.

### Andere aandoeningen
Patiënten ontwikkelen geregeld verschillende vormen van kanker. Maligne lymfomen worden het meest gezien. Ook auto-immuunaandoeningen komen vaker voor, zoals auto-immuunhemolytische anemie, reumatoïde artritis en leukocytoclastische vasculitis. Waarschijnlijk is de oorzaak daarvan het slecht functionerende immuunsysteem.

## Behandeling
De behandeling van eerste keus is een beenmergtransplantatie van een HLA-identieke broer of zus. Een geslaagde beenmergtransplantatie leidt tot genezing, waarbij alle symptomen voorgoed verdwijnen. Bij patiënten die geen HLA-identieke broer of zus hebben, wordt soms een beenmergtransplantatie gedaan van een HLA-gematchte, onverwante donor. Hierbij is de kans groter dat de behandeling mislukt en dat er complicaties optreden, zoals een graft versus host-reactie.
Het operatief verwijderen van de milt (splenectomie) is een effectieve manier om de trombocytopenie te verhelpen. Dit leidt tot een scherpe afname van de bloedingen. Het is succesvol bij ongeveer 90% van de patiënten. Een splenectomie geeft geen verbetering van de immuundeficiëntie of van het eczeem.